# Szynszyla krótkoogonowa
Szynszyla krótkoogonowa (Chinchilla chinchilla) – gatunek gryzonia z rodziny szynszylowatych. Jest to gatunek zagrożony wyginięciem.

## Występowanie
Występuje na terenach skalistych w Andach w Argentynie i Chile na wysokości od 3000 do 6000 m n.p.m. 
Historyczny zasięg występowania obejmował tereny całych Andów w  północno-zachodniej Argentynie, Chile, Peru i Boliwii. W Peru i Boliwii brakuje oficjalnych potwierdzeń istnienia gatunku od ponad 50 lat. Obserwacje lokalnych mieszkańców i pracowników parków narodowych wskazują, że w terenach przygranicznych Boliwii mogą jednak istnieć populacje tych zwierząt. 
W 2012 roku naukowcy poinformowali o odkryciu populacji tych zwierząt w Parku Narodowym Nevado Tres Cruces położonego na terenie chilijskiego regionu Atakama. W tej części Chile nie odnotowywano istnienia populacji od kilkudziesięciu lat.

## Styl życia
Szynszyla krótkoogonowa jest roślinożerna i prowadzi nocny tryb życia. Żyje w koloniach.